# 皮莱
皮莱（法語：Pullay，法語發音：[pylɛ]）是法国厄尔省的一个市镇，属于埃夫勒区。

## 地理
皮莱（48°43'52"N, 0°52'34"E）面积12.03 平方千米，位于法国诺曼底大区厄尔省，该省份为法国北部内陆省份，北起滨海塞纳省，西接奧恩省和卡爾瓦多斯省，南至厄尔-卢瓦省，东临瓦兹省、瓦兹河谷省和伊夫林省。
与皮莱接壤的市镇（或旧市镇、城区）包括：莱巴里勒、芒德尔、阿夫尔河畔圣维克托。
皮莱的时区为UTC+01:00、UTC+02:00（夏令时）。

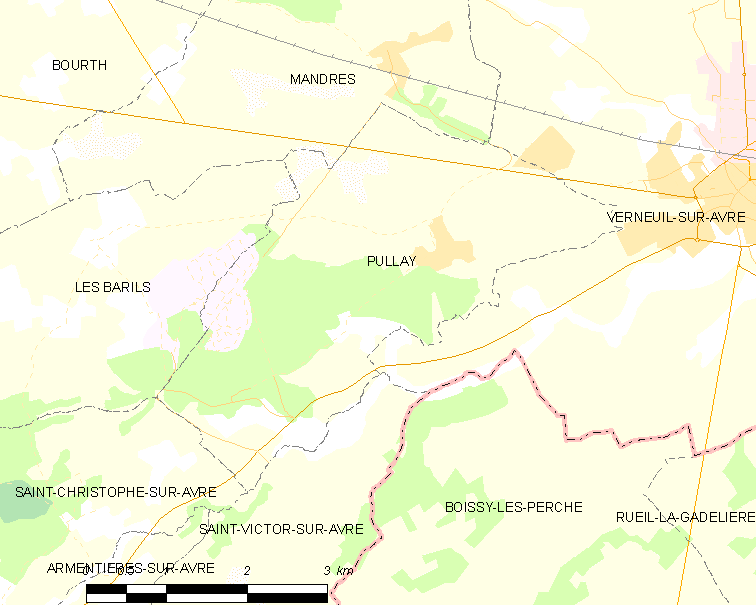
皮莱的OSM定位图

## 行政
皮莱的邮政编码为27130，INSEE市镇编码为27481。

## 政治
皮莱所属的省级选区为阿夫尔河和伊通河畔韦尔讷伊县。

## 人口

1962-2008年间皮莱人口变化图示

皮莱于2022年1月1日时的人口数量为387人。